# Старий Сікіяз
Старий Сікія́з (рос. Старый Сикияз, башк. Иҫке Һикәяҙ) — присілок у складі Татишлинського району Башкортостану, Росія. Входить до складу Ялгиз-Наратської сільської ради.
Населення — 226 осіб (2010; 287 у 2002).
Національний склад:
- башкири — 99 %